# Jo-Ann Strauss

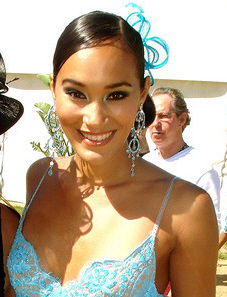
Jo-Ann Strauss

Jo-Ann Strauss (* 3. Februar 1981 in Kapstadt) ist ein südafrikanisches Model und Moderatorin. Sie gewann  im Jahr 2000 die Miss South Africa und vertrat Südafrika beim Miss-World-Wettbewerb in Puerto Rico.

## Leben
Strauss absolvierte ein Jura-Studium an der Universität in Stellenbosch. Danach moderierte sie die Fernsehshow Pasella und das Lifestyle-Magazin Top Billing, für das sie unter anderem Charlize Theron, Antonio Banderas und George Clooney interviewte. Sie war Covergirl auf vielen südafrikanischen Magazinen.
Im ZDF berichtete sie zur Fußball-WM 2010 über Südafrika, nachdem sie vor dem Eröffnungsspiels der Fußball-WM 2010 am 10. Juni ein Livekonzert live aus Johannesburg zusammen mit Thomas Gottschalk moderierte. Strauss ist mit einem Münchner liiert und spricht fließend Deutsch. Sie selbst besitzt elsässische Vorfahren.

## Preise und Auszeichnungen
- 2000 wurde sie zur Miss South Africa gekürt.
- Strauss gewann den südafrikanischen „Duku-Duku“-Award als stilvollste Fernsehmoderatorin.